# 赵豹
赵豹（?—?），中国战国时期赵国的公子，赵惠文王的同母弟，平原君異母兄弟，母为赵惠后。
赵惠文王二十七年（前272年），赵惠文王封赵豹为平阳君。
赵孝成王四年（前262年），秦国攻擊韩国，拿下野王郡，韩国上党郡与韩国的联系被切断，韓悼惠王畏懼秦兵，決定將上黨郡獻給秦國，以息戰禍，上黨太守冯亭死守不降秦，直接將上黨郡献給赵国，趙豹認為不可接受此郡，「秦服其勞而趙受其利」，怕得罪秦國，但平原君認為應該要接受上黨，赵孝成王聽從平原君之言，两年后，秦兵掀起了长平之战。